# Irene Nestler

Irene Nestler 1989

Irene Nestler (* 10. Juli 1936 in Berlin; † 29. Juni 2018 in Hamburg) war eine norddeutsche Künstlerin, die aus weggeworfenen, zusammengefegten Materialien Figuren („Fegselfiguren“) gebaut hat, die sie sowohl gespielt als auch gezeichnet hat.

## Werdegang
Irene Nestler wurde 1936 als Tochter einer Zeichenlehrerin und eines Ingenieurs in Berlin geboren. Sie studierte von 1960 bis 1964 Kunstpädagogik an der Hochschule für Bildende Künste Hamburg und Germanistik an der Universität Hamburg. 1961 heiratete sie den Hamburger Künstler Dieter Nestler (1936–2014), mit dem sie gemeinsame künstlerische Themen und eine Tochter verband.
Zwischen 1964 und 1998 war sie als Lehrerin an verschiedenen Hamburger Gymnasien mit den Fächern Kunst und Deutsch tätig. Gleichzeitig verfolgte sie ihre künstlerischen Ambitionen und produzierte Radierungen, Zeichnungen und Gouachen.
Der Schwerpunkt ihrer künstlerischen Arbeit lag seit 1980 auf dem Gestalten von Skulpturen als Spielfiguren – nicht nur als Medium für ihr Figurenspiel, sondern auch als Motive zu Bildideen für ihre Radierungen und Zeichnungen. Unter der Begleitung von Musikern und Schauspielern hatte sie im Laufe von 25 Jahren zahlreiche Auftritte als Figurenspielerin an verschiedenen Aufführungs- und Ausstellungsorten. Gemeinsam mit ihrem Mann Dieter Nestler streifte sie durch den Hamburger Freihafen auf der Jagd nach weggeworfenen (zusammengefegten) Fundstücken, die sie aufsammelte und zu Spielfiguren zusammenfügte als „Fegselfiguren“ mit Hilfe eines Fadengestells gespielt.
Ihre künstlerische Arbeit wurde ab 2008 zur Kraftquelle bei der Betreuung ihres demenziell erkrankten Mannes, der 2014 starb. Aus ihren Tagebuchaufzeichnungen der letzten Jahre vor seinem Tod ist ein Buch im Eigenverlag entstanden mit dem Titel Wo sind eigentlich meine Skier! – Tagebuchskizzen einer letzten Abfahrt.
Nach einem Treppensturz 2016 erkrankte sie selber ebenfalls an Demenz und starb 2018 bei einem Badeunfall. Irene Nestler wurde neben ihrem Mann auf dem Friedhof Ohlsdorf im Ruhewald bei Kapelle 11 beigesetzt.

## Ausstellungen und Aufführungen (Auswahl)
- 1987: Torhaus Wellingsbüttel Hamburg
- 1989/1990: Kampnagel Hamburg
- 1990: Monsun-Theater Hamburg
- 1991: Literaturhaus Hamburg
- 1991: Logenhaus Hamburg
- 1993: Fabrik Hamburg
- 1993: Theater Lüneburg[2]
- 1995: Haus Rissen Hamburg
- 1996/1997: Altonaer Museum Hamburg[3]
- 1998: Rathaus Norderstedt[4]
- 1998: Haizmann Museum Niebüll[5]
- 1999: Galerie Morgenland Hamburg
- 1999: Evangelische Akademie Hamburg
- 1999: Kulturhaus Eppendorf Hamburg
- 2000: Künstlerhaus Bergedorf Hamburg
- 2001: Torhaus Wellingsbüttel Hamburg
- 2002: Kulturzentrum Marstall, Ahrensburg
- 2003: Kunstraum Farmsen
- 2003: Speicherstadt (Alter Wandrahm 4) Hamburg
- 2004: Hauptkirche St. Katharinen Hamburg
- 2004: Künstlerhaus Bergedorf Hamburg
- 2005: Hamburger Puppentheater
- 2006: Monsun-Theater Hamburg
- 2007: Schuppen 50 Hamburg
- 2011: Fabrik der Künste (Hamburg) zusammen mit dem U-Boot-Orchester[6]
- 2012: MS Bleichen (Nacht der Museen)[7]